# انتونيو غيوزا
انتونيو غيوزا (بالإيطالية: Antonio Giosa)‏ (21 أغسطس 1983 ببوتنسا في إيطاليا - ) هو لاعب كرة قدم إيطالي في مركز الدفاع. لعب مع نادي أفيلينو ونادي ريجينا ونادي سيتاديلا ونادي فيتشينزا ونادي كومو ونادي مسينا ونادي مودينا ونادي لوميتساني.

## روابط خارجية
- انتونيو غيوزا على موقع قاعدة بيانات كرة القدم.إي يو (الإنجليزية)
- انتونيو غيوزا على موقع ليكيب (الفرنسية)
- انتونيو غيوزا على موقع عالم كرة القدم.نت (الإنجليزية)